# Dorstenia brasiliensis
Dorstenia brasiliensis är en mullbärsväxtart som beskrevs av Jean-Baptiste de Lamarck. Dorstenia brasiliensis ingår i släktet Dorstenia och familjen mullbärsväxter. Inga underarter finns listade i Catalogue of Life.

## Bildgalleri

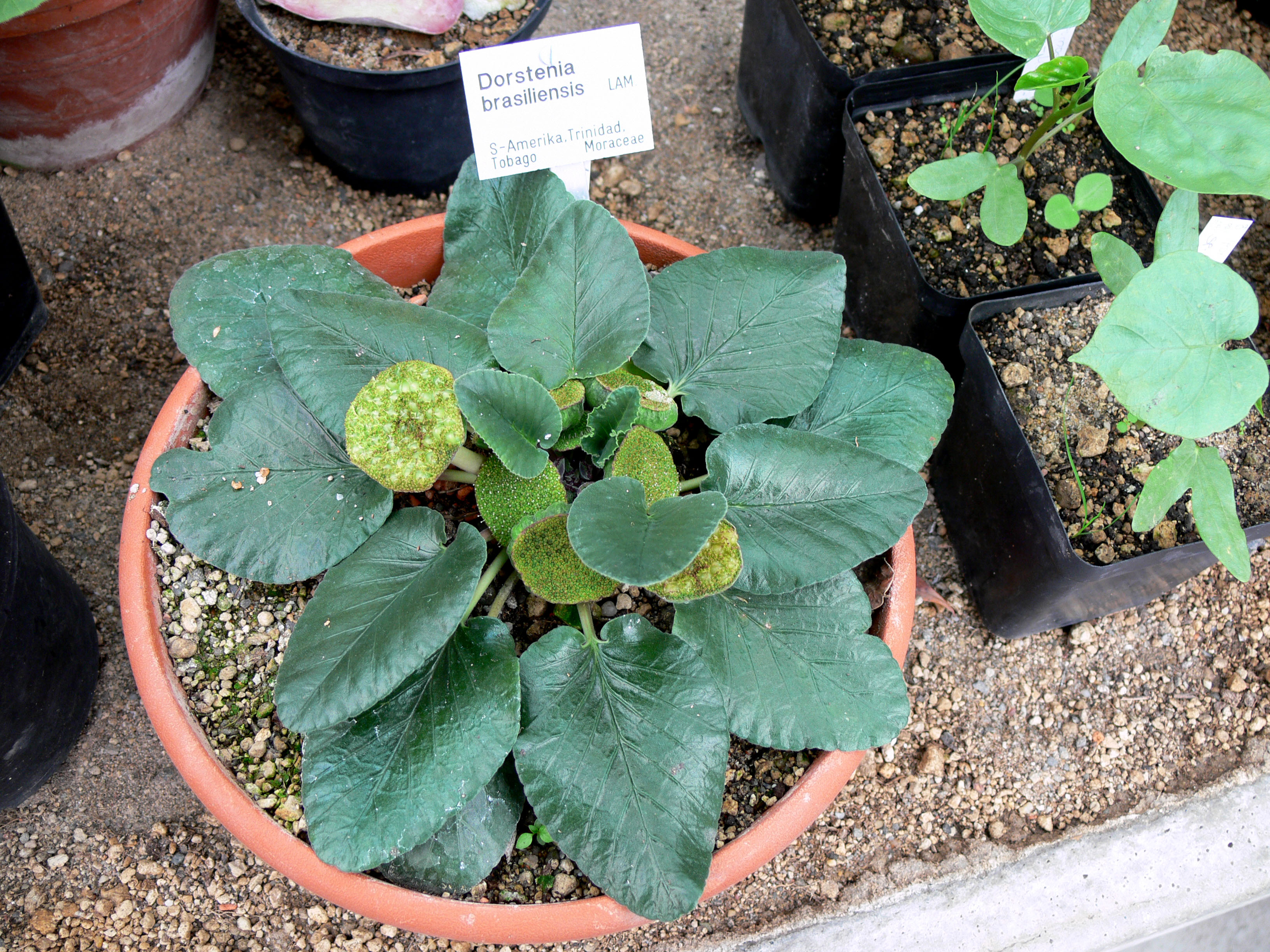
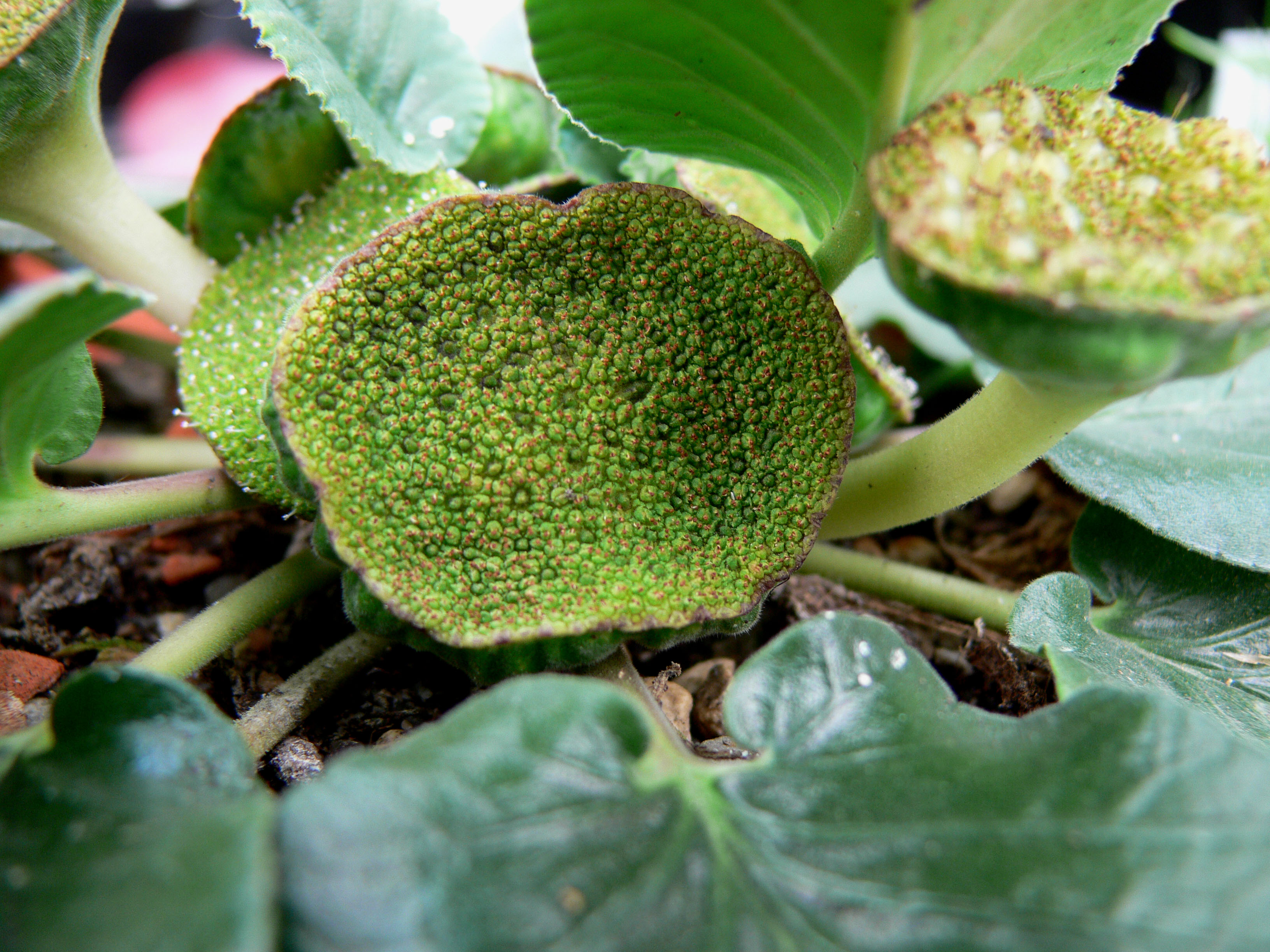
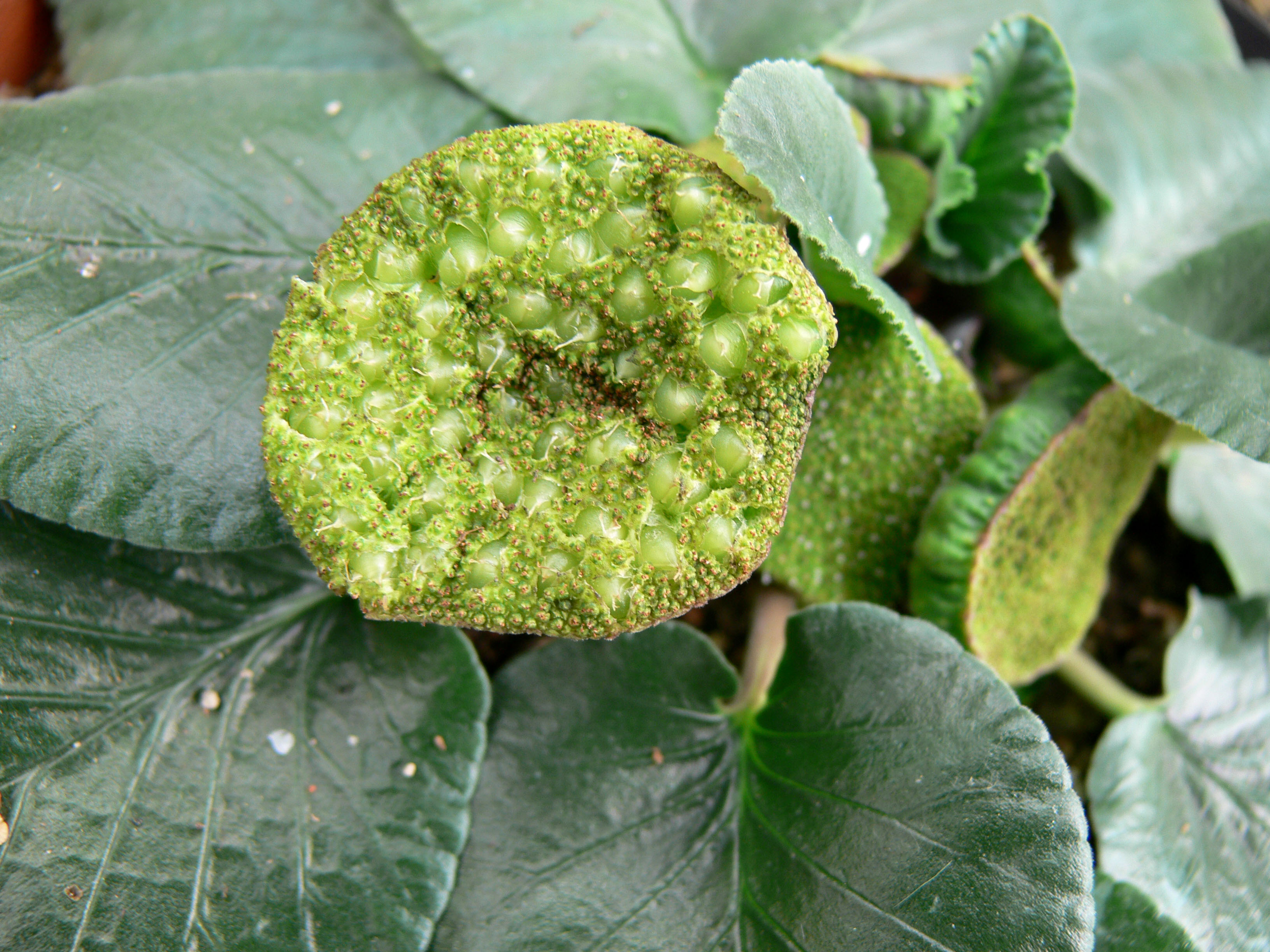
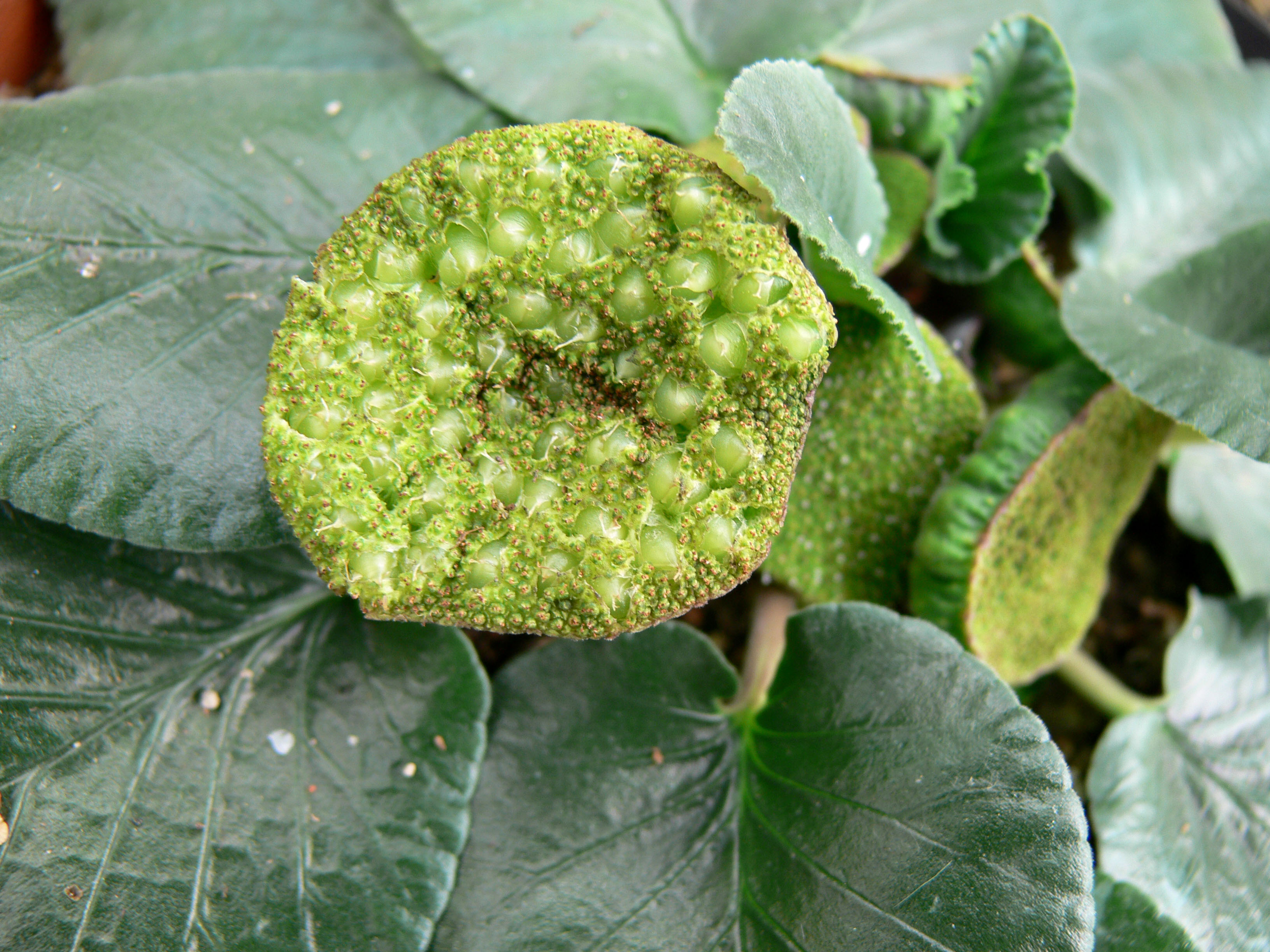
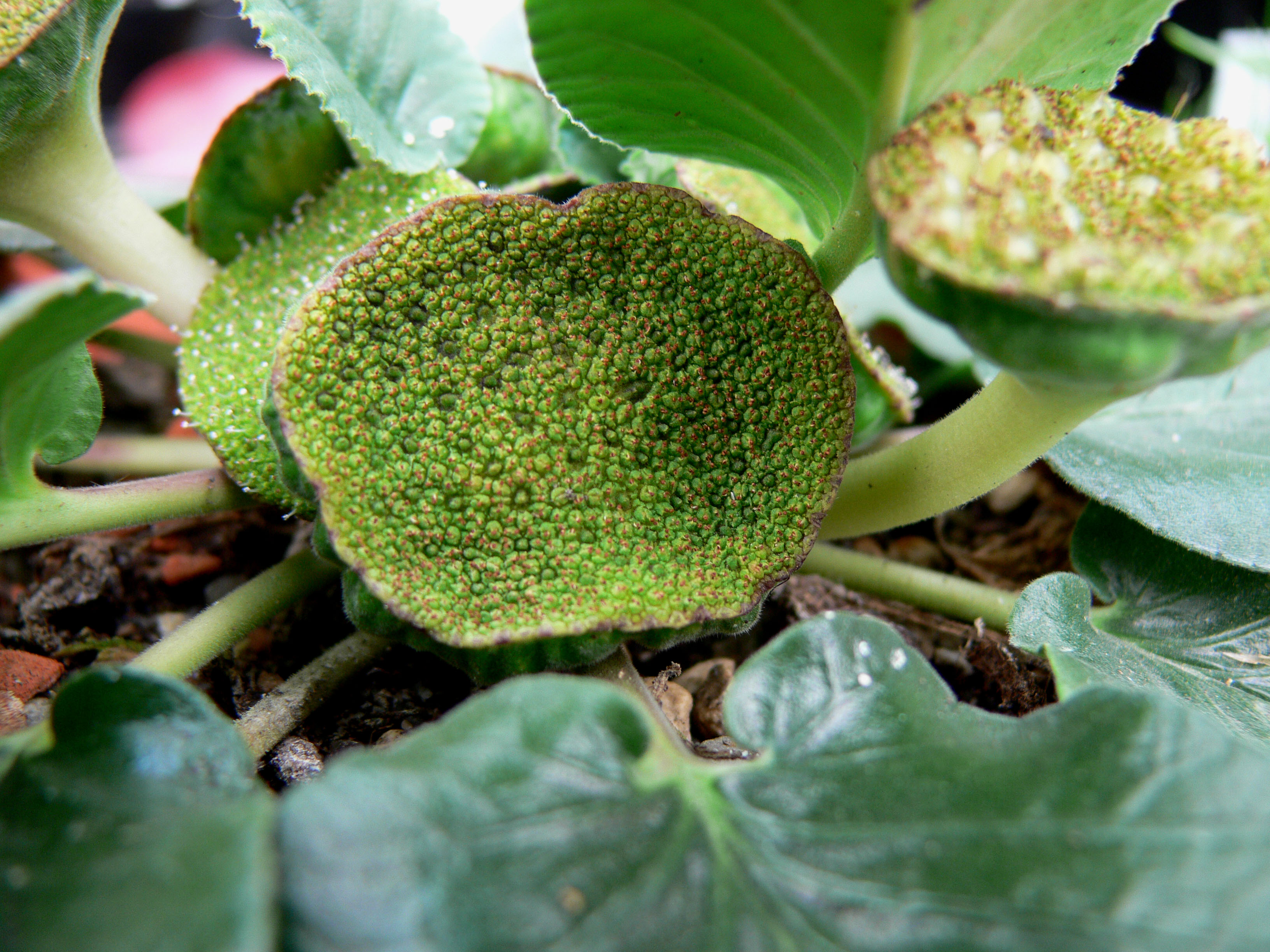
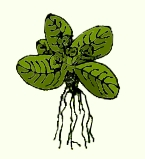